# Dominica i olympiska sommarspelen 2012
Dominica deltog i olympiska sommarspelen 2012 som ägde rum i London i Storbritannien mellan den 27 juli och den 12 augusti 2012. Ingen av landets deltagare erövrade någon medalj.

## Friidrott
- Huvudartikel: Friidrott vid olympiska sommarspelen 2012

Förkortningar
- Notera – Placeringar gäller endast den tävlandes eget heat
- Q = Kvalificerade sig till nästa omgång via placering
- q = Kvalificerade sig på tid eller, i fältgrenarna, på placering utan att ha nått kvalgränsen
- NR = Nationellt rekord
- N/A = Omgången inte möjlig i grenen
- Bye = Idrottaren behövde inte delta i omgången

### Män
| Namn            | Gren  | Heat     | Heat      | Semifinal       | Semifinal       | Final           | Final           |
| Namn            | Gren  | Resultat | Placering | Resultat        | Placering       | Resultat        | Placering       |
| --------------- | ----- | -------- | --------- | --------------- | --------------- | --------------- | --------------- |
| Erison Hurtault | 400 m | 46,05    | 5         | Ej kvalificerad | Ej kvalificerad | Ej kvalificerad | Ej kvalificerad |

### Kvinnor
| Namn         | Gren  | Heat     | Heat      | Semifinal       | Semifinal       | Final           | Final           |
| Namn         | Gren  | Resultat | Placering | Resultat        | Placering       | Resultat        | Placering       |
| ------------ | ----- | -------- | --------- | --------------- | --------------- | --------------- | --------------- |
| Luan Gabriel | 200 m | 24,12    | 9         | Ej kvalificerad | Ej kvalificerad | Ej kvalificerad | Ej kvalificerad |